# Epeolus ainsliei
Epeolus ainsliei är en biart som beskrevs av Crawford 1932. Epeolus ainsliei ingår i släktet filtbin, och familjen långtungebin. Inga underarter finns listade i Catalogue of Life.